# Mamma Vittoria
Mamma Vittoria (Pão-Pão, Beijo-Beijo) è una telenovela brasiliana in 165 episodi, prodotta da Rede Globo, che l'ha mandata in onda dal 28 marzo al 7 ottobre 1983.
Il titolo con cui la telenovela è stata distribuita in Italia fa riferimento al nome di uno dei personaggi, una ristoratrice italo-brasiliana, che però non è la vera protagonista. La figura femminile principale è infatti Bruna, una delle nipoti di Vittoria.

## Trama
Bruna, una ragazza ricca e dal carattere forte, provoca un incidente stradale a Madureira, un quartiere di Rio de Janeiro, che coinvolge il conducente dell'autobus Ciro e il passeggero Soró, un venditore ambulante. In seguito all'incidente Ciro viene licenziato e Soró non può più svolgere il suo lavoro. A risarcimento del danno causato, la famiglia di Bruna, che gestisce una catena di ristoranti italiani, assume entrambi: Ciro lavorerà come segretario privato per Luísa, la sorella di Bruna, e Soró come giardiniere di Vittoria, la matriarca della famiglia. Ciro è interessato a Bruna, nonostante lei provi gusto a umiliarlo ogni volta che può. La ragazza è fidanzata con Júlio, ma sente di non amarlo veramente; col tempo si scopre innamorata di Ciro, finendo per contenderselo con sua sorella. Ciro si ripromette di farsi apprezzare professionalmente per conquistare l'amore di Bruna, mentre Luisa scopre che l'uomo si vede spesso di nascosto con una ragazza costretta all'uso della sedia a rotelle e inizia pertanto a indagare sul suo passato.

## Colonna sonora
La sigla della telenovela è Sanduíche de Coração, eseguita dal gruppo Rádio Táxi. Tra le altre canzoni ascoltabili, si menzionano Menina Veneno, il brano che consacrò Ritchie; Romance da Lua Lua, noto pezzo di Amelinha; e Total Eclipse of the Heart, la più celebre hit di Bonnie Tyler.